# Orama (Schiff, 1924)
Die Orama (II) war ein 1924 in Dienst gestelltes Passagierschiff der britischen Reederei Orient Steam Navigation Company, das im Passagier- und Postverkehr von Großbritannien nach Australien eingesetzt wurde. Am 8. Juni 1940 wurde sie im Dienst als Truppentransporter im Europäischen Nordmeer von dem Schweren Kreuzer Admiral Hipper versenkt.

## Das Schiff

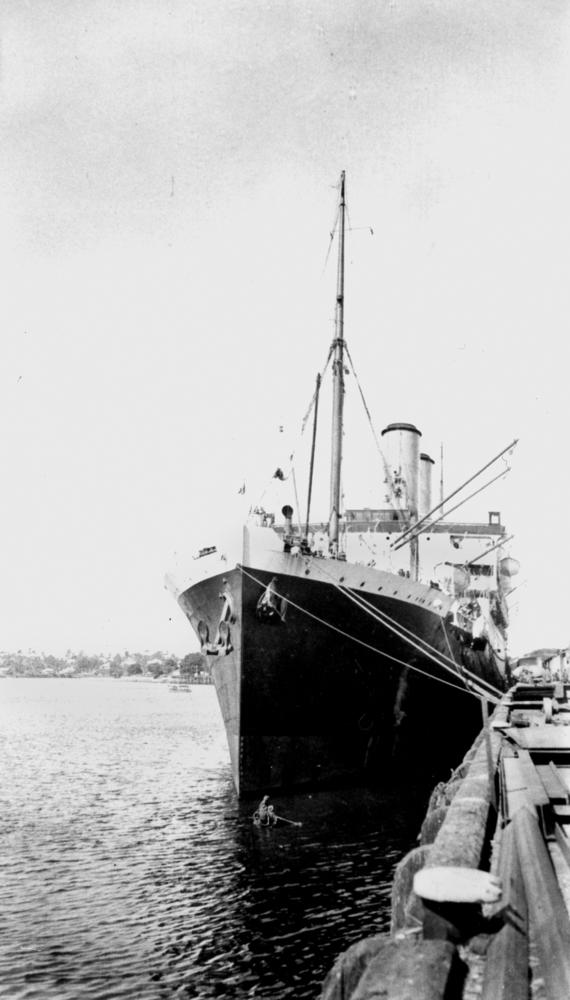
Die Orama an der Pier

Das 19.777 BRT große Dampfturbinenschiff Orama wurde bei Vickers-Armstrong Ltd. in Barrow-in-Furness gebaut. Das 192,6 Meter lange Passagier- und Postschiff war 22,9 Meter breit, hatte einen Tiefgang von 10,1 Metern und war mit zwei Schornsteinen, zwei Masten und zwei Propellern ausgestattet. Es wurde von sechs Sets von Parsons-Turbinen angetrieben, die 20.000 Shaft Horsepower (SHP) leisteten und eine Geschwindigkeit von 18 Knoten ermöglichten. Das Schiff konnte 590 Passagiere in der Ersten Klasse und 1240 in der Dritten Klasse auf acht Decks unterbringen. Hinzu kamen 420 Besatzungsmitglieder.
Die Orama war eines von fünf Schwesterschiffen, die alle um die 20.000 BRT maßen und in der zweiten Hälfte der 1920er in Dienst gestellt wurden. Die anderen waren die Oronsay (I) (1925), die Otranto (II) (1926), die Orford (1928) und die Orontes (II) (1929). Die Orama lief am 20. Mai 1924 vom Stapel, wurde im Oktober fertiggestellt und lief am 15. November 1924 in London zu ihrer Jungfernfahrt nach Melbourne, Sydney und Brisbane aus. Auf dieser Route blieb sie während ihrer gesamten zivilen Laufbahn.
Im Frühjahr 1940 wurde die Orama für den Einsatz als Truppentransporter für die British Expeditionary Force eingezogen und entsprechend umgerüstet. Sie sollte bei der Evakuierung alliierter Truppen aus dem von der Wehrmacht besetzten Norwegen helfen. Am 8. Juni 1940 befand sie sich als Alleinfahrer im Europäischen Nordmeer. Die HMT Orama befand sich unter dem Kommando von Kapitän F. G. Sherburne. Sie hatte keine Soldaten an Bord, sondern befand sich auf dem Weg nach Harstad, um dort Truppen aufzunehmen.
Etwa 300 Meilen westlich von Narvik wurde die Orama von dem Schweren Kreuzer Admiral Hipper unter Artilleriebeschuss genommen und durch einen Torpedotreffer auf der Position 67.45N/4.00E versenkt. Die Admiral Hipper befand sich im Rahmen des Unternehmens Juno mit anderen Großkampfschiffen im Nordmeer. Dabei kamen 19 Besatzungsmitgliedern ums Leben. Die 280 Überlebenden, darunter Kapitän Sherburne, wurden von der Admiral Hipper an Bord genommen und kamen für den Rest des Kriegs in Kriegsgefangenschaft.